# Моспорт Парк
Моспорт Парк (Mosport International Raceway) — автодром в Канаді. Використовувався для перегонів Формули-1 Гран-прі Канади в 1967-1977 роках і гонок американських серій. Mosport - це скорочення від Motor Sport.